# Puchar Świata w Zapasach 2015 – styl wolny kobiet
Zawody Pucharu Świata w 2015 roku w stylu wolnym kobiet odbyły w danich 7 - 8 marca w Sankt Petersburgu w Rosji na terenie Petersburskiego Kompleksu Sportowo-Koncertowego.

## Ostateczna kolejność drużynowa
| Poz. | Państwo           |
| ---- | ----------------- |
|      | Japonia           |
|      | Rosja             |
|      | Mongolia          |
| 4.   | Stany Zjednoczone |
| 5.   | Azerbejdżan       |
| 6.   | Ukraina           |
| 7.   | Polska            |
| 8.   | Szwecja           |

## Wyniki

### Grupa A
| Grupa A              |
| -------------------- |
| 1. Japonia           |
| 2. Stany Zjednoczone |
| 3. Azerbejdżan       |
| 4. Polska            |

### Mecze
- Japonia -  Stany Zjednoczone 5-3
- Japonia -  Azerbejdżan 5-3
- Japonia -  Polska 7-1
- Stany Zjednoczone -  Azerbejdżan 4-4
- Stany Zjednoczone -  Polska 5-3
- Azerbejdżan -  Polska 5-3

### Grupa B
| Grupa B     |
| ----------- |
| 1. Rosja    |
| 2. Mongolia |
| 3. Ukraina  |
| 4. Szwecja  |

### Mecze
- Rosja -  Mongolia 5-3
- Rosja -  Ukraina 4-4
- Rosja -  Szwecja 6-2
- Mongolia -  Ukraina 6-2
- Mongolia -  Szwecja 6-2
- Ukraina -  Szwecja 6-2

### Finały
- 7-8  Polska -  Szwecja 5-3
- 5-6  Azerbejdżan -  Ukraina 4-4 (16-15)
- 3-4  Mongolia -  Stany Zjednoczone 5-3
- 1-2  Japonia -  Rosja 5-3

## Zawodnicy w poszczególnych kategoriach
| Waga  |                 |                                  |                                            | 4                                   | 5                   | 6                    | 7                             | 8                  |
| ----- | --------------- | -------------------------------- | ------------------------------------------ | ----------------------------------- | ------------------- | -------------------- | ----------------------------- | ------------------ |
| 48 kg | Yu Miyahara     | Nadieżda Fiodorowa Alina Moriewa | Erdensüchijn Narangerel                    | Victoria Anthony Alyssa Lampe       | Marija Stadnik      | Olha Sznajder        | Iwona Matkowska Anna Łukasiak | ----               |
| 53 kg | Chiho Hamada    | Marija Gurowa                    | Erdenczimegijn Sum’jaa                     | Whitney Conder Katherine Fulp-Allen | Angela Dorogan      | Tetiana Łazarewa     | Paula Kozłow Roksana Zasina   | Fredrika Petersson |
| 55 kg | Hikari Sugawara | Irina Ołogonowa                  | Sündewijn Bjambceren                       | Helen Maroulis                      | Natalija Synyszyn   | Tetiana Ławrenczuk   | Katarzyna Krawczyk            | Sofia Mattsson     |
| 58 kg | Risako Kawai    | Walerija Kobłowa                 | Baatardżawyn Szoowdor                      | Allison Ragan                       | Iryna Netreba       | Tetiana Omelczenko   | Aleksandra Wólczyńska         | Szilvia Peter      |
| 60 kg | Kanako Murata   | Żargałma Cyrienowa               | Sücheegijn Cerenczimed                     | Kelsey Campbell                     | Julija Ratkiewicz   | Oksana Herhel        | Agnieszka Król                | Johanna Mattsson   |
| 63 kg | Yurika Itō      | Inna Trażukowa                   | Sorondzonboldyn Batceceg                   | Erin Clodgo                         | Raqnetta Qurbanzadə | Julija Tkacz         | Monika Michalik               | Henna Johansson    |
| 69 kg | Kayoko Kudō     | Natalja Worobjowa                | Oczirbatyn Nasanburmaa                     | Elena Pirozhkova Randi Miller       | Nadija Muszka       | Ałła Czerkasowa      | Agnieszka Wieszczek-Kordus    | Moa Nygren         |
| 75 kg | Hiroe Suzuki    | Jekatierina Bukina               | Oczirbatyn Burmaa Gelegdżamcyn Naranczimeg | Adeline Gray                        | Gözəl Zutova        | Kateryna Burmistrowa | Daria Osocka                  | Fanny Gradin       |